# Руфов, Василий Михайлович
Василий Михайлович Руфов (1922-1960) — сержант Советской Армии, участник Великой Отечественной войны, полный кавалер ордена Славы.

## Биография
Василий Руфов родился 21 ноября 1922 года в деревне Плющево Городищенской волости Вяземского уезда. До призыва в армию учился в сельскохозяйственном техникуме. В августе 1941 года Руфов был призван на службу в Рабоче-крестьянскую Красную Армию. С апреля 1942 года — на фронтах Великой Отечественной войны, был зачислен в состав 940-го артиллерийского полка 370-й стрелковой дивизии 69-й армии.
В июле 1944 года Руфов участвовал в боях в районе деревни Охотники Волынской области Украинской ССР, корректируя огонь артиллерии своего полка, уничтожив 5 огневых точек и 1 САУ, около взвода пехотинцев. Во время наступления он в числе первых переправился через Западный Буг. В августе 1944 года был награждён орденом Славы 3-й степени.
27 августа 1944 года Руфов участвовал в боях в районе польского населённого пункта Гура-Пулавска. Благодаря его умелой корректировке было уничтожено 1 противотанковое орудие, 1 пулемёт и большое количество солдат и офицеров противника. В ноябре 1944 года Руфов был награждён орденом Славы 2-й степени.
14 января 1945 года в районе польского населённого пункта Смогожув благодаря корректировке, проведённой Руфовым, дивизион своим огнём подавил все вражеские огневые точки и рассеял живую силу в заданном районе. 16 января Руфов провёл корректировку огня дивизиона, в результате которой было уничтожено более взвода немецких солдат и офицеров. 4 февраля 1945 года он одним из первых переправился через Одер к северу от Франкфурта-на-Одере и принял активное участие в боях за захват и удержание плацдарма на его западном берегу. В тот день благодаря его корректировке артиллерия уничтожила 2 противотанковых орудия, 2 танка и 3 пулемёта противника.
Указом Президиума Верховного Совета СССР от 31 мая 1945 года сержант Василий Руфов был награждён орденом Славы 1-й степени.
В 1946 году старшина Руфов был демобилизован. Проживал и работал в посёлке Издешково Сафоновского района Смоленской области. Скоропостижно скончался 25 марта 1960 года, похоронен в Издешково.
Был также награждён рядом медалей.